# خورپا

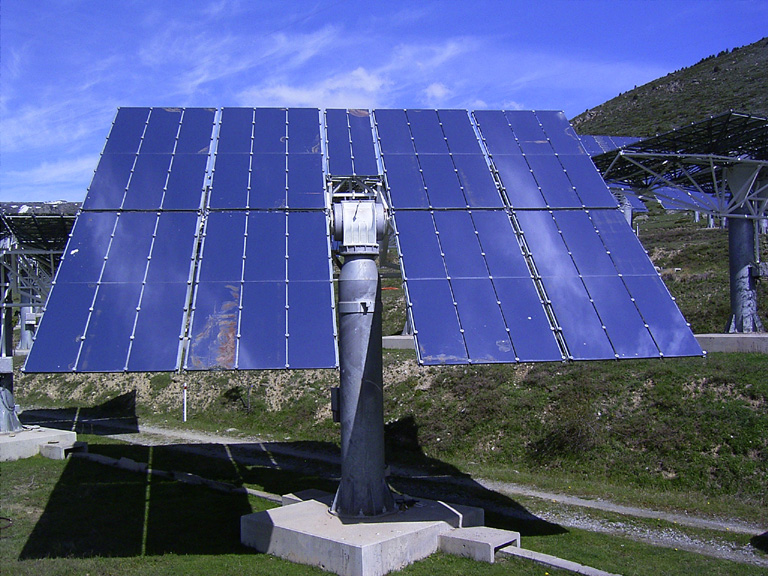
یک خورپا در ایستگاه آزمایشی تمیس در فرانسه. آینه این خورپا بر روی یک استقرار سمت-ارتفاعی می‌چرخد.

خورپا (heliostat) ابزاری مجهز به ساعت‌ران است که همواره جهت خورشید را در آسمان دنبال می‌کند. به آن آفتاب‌یاب هم گفته‌اند.
خورپا وسیله‌ای است شامل یک آینه که بر روی پایه‌ای سوار شده‌است و با جبران حرکت ظاهری خورشید در آسمان انعکاس تابش آفتاب را بر روی هدفی مشخص همواره در طی روز ثابت نگه می‌دارد.
از این وسیله معمولاً در نیروگاه‌های خورشیدی به منظور تعقیب خورشید در آسمان استفاده می‌کنند. معمولاً پایه این دستگاه مجهز به دو موتور برای حرکت دادن آینه در دو جهت دورانی عمود بر یکدیگر می‌باشد که توسط یک مدار کنترلی به صورت خودکار هدایت می‌شوند.
اخترپا siderostat ابزار مشابهی است که برای مشاهده ستاره‌های کم‌فروغ‌تر از خورشید طراحی شده‌است. اخترپا مجهز به ساعت‌ران است و حرکت ظاهری ستاره‌ها را در آسمان دنبال می‌کند.